# NGC 7368
NGC 7368 is een balkspiraalstelsel in het sterrenbeeld Kraanvogel. Het hemelobject werd op 4 oktober 1836 ontdekt door de Britse astronoom John Herschel.

## Synoniemen
- ESO 345-49
- MCG -7-46-10
- IRAS 22426-3936
- PGC 69661